# پیوند کربن-کربن
پیوند کربن-کربن، یک پیوند کوالانسی میان دو اتم کربن است. که معمول‌ترین آن‌ها به صورت پیوند یگانه است که در آن دو الکترون، یکی از هر اتم، در پیوند شرکت می‌کند. پیوند یگانهٔ کربن-کربن، از نوع پیوند سیگما است و گفته می‌شود که میان یک اوربیتال هیبریدی از هریک از دو اتم تشکیل می‌شود. در اتان اوربیتال‌های sp۳ در پیوند درگیر می‌شود ولی در پیوند کربن با دیگر اتم‌ها، اوربیتال‌های دیگر نیز می‌توانند در پیوند وارد شوند؛ مانند: sp۲ با sp۲. در حقیقت اتم‌های کربن برای آنکه پیوندهای یگانه برقرار کنند باید اوربیتال‌های یکسان را درگیر کنند. اتم‌ها کربن می‌توانند پیوند دوگانه معروف به آلکن و پیوند سه گانه معروف به آلکین نیز برقرار کنند. یک پیوند دو گانه از اوربیتال‌های هیبریدی sp۲ و یک اوربیتال p که در هیبریداسیون شرکت نکرده ساخته شده‌است. پیوند سه‌گانه از یک اوربیتال هیبریدی sp و دو اوربیتال p از هر اتم ساخته شده‌است. کاربرد اوربیتال‌های p در برقرار کردن پیوند پی است.
کربن نسبت به دیگر عنصرها از ویژگی‌های یکتایی برخوردار است و می‌تواند زنجیره‌های طولانی از پیوند را میان اتم‌های خود برقرار کند. به این ویژگی زنجیره کردن (به انگلیسی: Catenation) گفته می‌شود. کربن‌ها به دلیل داشتن این ویژگی یکتا، سازندهٔ بسیاری از مولکول‌های ضروری برای ساختارهای موجودات زنده‌اند. از این رو کربن به خودی خود یک شاخهٔ جدا در شیمی به وجود آورده‌است: شیمی آلی.
پیوند کربن-کربن را به صورت C−C نیز نمایش می‌دهند. پیوندهای کربن بسته به این که چند اتم در آن درگیر اند نام‌های گوناگون به خود می‌گیرند:
- پیوند تک کربن (primary carbon atom) با یک اتم کربن در همسایگی.
- پیوند دوتایی کربن (secondary carbon atom) با دو اتم کربن در همسایگی.
- پیوند سه تایی کربن (tertiary carbon atom) با سه اتم کربن در همسایگی.
- پیوند چهار تایی کربن (quaternary carbon atom) با چهار اتم کربن در همسایگی.

## ساخت مواد
پیوندهای کربن-کربن، واکنش‌های آلی نام دارند. بسیاری از مواد شیمیایی ساخت انسان، مانند داروها یا پلاستیک از این دست‌اند.